# Јасунари Кавабата
Јасунари Кавабата (јап. 川端 康成; Осака, 14. јун 1899 — Камакура, 16. април 1972), био је јапански писац и први Јапанац који је добио Нобелову награду за књижевност (1968. године).

## Младост
Јасунари Кавабата је имао тешко детињство. Рођен је у Осаки 1899. године, али већ у другој години свог живота постаје сироче, када му отац и мајка умиру, а убрзо за њима и баба и сестра. Кавабата због тога остаје да живи са дедом али само до своје седме године живота када и он умире. Своје сећање на смрт свога деде описаће у свом дневнику, касније објављеном као „Дневник петнаестогодишњака“ Након смрти свога деде, Кавабата почиње да живи у интернату једне средње школе, али временом одлази у Токио и тамо уписује елитну прву гимназију. Као гимназијалац живи код даљих рођака у токијској четврти Асакуса, а период проведен тамо утицаће на њега да напише новелу „Играчица из Изуа“ (伊豆の踊子 - „Изу но Одорико“). Ова новела је објављена у часопису Бунгеи Ђидаи 1926. године, а у њему описује доживљаје своје ране младости, као и њене добре и лоше тренутке.
Једна од Кавабатиних болних љубавних епизода била је са Хацујо Ито (伊藤初代, 1906–1951), коју је упознао када је имао 20 година. Непослато љубавно писмо за њу пронађено је у његовој бившој резиденцији у Камакури, префектура Канагава, 2014. године. Према Каори Кавабати, Кавабатином зету, у необјављеном запису у ауторовом дневнику се помиње да је Хацујо силовао монах у храму у којем је боравила, што ју је навело да раскине њихову веридбу.
Док је још био студент, Кавабата је поново основао књижевни часопис на Токијском универзитету Шин-шичо (Нова плима мисли), који је био угашен више од четири године. Тамо је 1921. објавио своју прву приповетку „Шоконсај икеи“ („Поглед са фестивала Јасукуни“). За време боравка на универзитету променио је факултет прешавши на јапанску књижевност и написао дипломски рад под називом „Кратка историја јапанских романа“. Он је дипломирао у марту 1924. године, и до тада је већ привукао пажњу Кикучија Кана и других познатих писаца и уредника својим прилозима у Кикучијевом књижевном часопису Бунгеи Шуњу.

## Нови покрет писања
У октобру 1924, Кавабата, Рићи Јокомицу и други млади писци покренули су нови књижевни часопис Bungei Jidai (Уметничко доба). Овај часопис је био реакција на укорењену стару школу јапанске књижевности, посебно на јапански покрет који је произашао из натурализма, док је такође стајао у супротности са „радничким” или пролетерским књижевним покретом социјалистичких/комунистичких школа. То је био покрет „уметности ради уметности“, под утицајем европског кубизма, експресионизма, дадаизма и других модернистичких стилова. Термин шинканкакуха, који су Кавабата и Јокомицу користили да описују своју филозофију, често се погрешно преводи на енглески као „неоимпресионизам“. Међутим, шинканкакуха није требало да буде ажурирана или рестаурирана верзија импресионизма; фокусирао се на пружање „нових утисака“ или, тачније, „нових сензација“ или „нових перцепција“ у писању књижевности. Рани пример из овог периода је нацрт Hoshi wo nusunda chichi (Отац који је украо звезду), адаптација драме Ференца Молнара Лилиом.

## Студирање, почетак књижевног стваралаштва
Кавабата почиње свој студентски живот давне 1920. године на Токијском царском универзитету, где студира јапанску књижевност. Годину дана касније упознаје се са Кикучи Каном, познатим књижевним критичарем са којим ће основати часопис „Бунгеј Шунџу“ 1923. године. Шегови први радови су били објављени у часопису „Шиншичо“, али после дипломирања на универзитету 1924. године Кавабата са Катаока Тепеијем, Јокомиу Риичијем и другима оснива часопис „Бунгеј џидај“ (文藝時代 - „Књижевно доба"). Окупљени писци обележили су један нов правац у јапаској књижевности својевремено познатих као неосензуалисти. Тај нови вид стваралаштва биће познат и као „Књижевност осећања“. Следећих година Кавабата наглашава важност осећања и залаже се за другачији тип писања који ће по њему да замени „беживотни, објективни, приповедачки језик“. Ту идеју пласира у раду „Нова стремљења авангардних писаца“ (објављен 1925. године) где се залаже за језик новог јапанског романа где приповедач или неки његов јунак треба да говори понекад недовршено да би читаоцу дао пунију слику личности, њиховог, света, вредности и др. У истом раду као пример узима реченицу:
Моје очи су биле црвене руже.
Кавабата сматра да је та реченица израженија и поетски супериорнија у односу на:
Моје очи су виделе црвене руже.
Кавабата није био једини који мисли тако. Цела група је заступала ту идеју. Они су приповедали »нов живот« и »нову књижевну уметност«. Њихове идеје су повезане и са појавом дадаизма, експресионизма, надреализма и других авангардних правац. У неку руку овај покрет је настао и као реакција на реалистичке правце у јапанској књижевности., нарочито на појаву револуционалне пролетерске књижевности. Они су заступали динамичну уметност, док ће њихово стваралашто на неки начин бити и обојене извесним нихилизмом.

## Каснији радови
Кавабатина дела можемо поделити на период пре и после Другог светског рата. За време предратног периода можемо издвојити његова дела попут „Птице грабљивице и друге звери“, „Јунак сахране“, као и чувени роман „Снежна земља“ који је освојио доста књижевних награда брзо придобивши пажњу великог броја читалаца. Током сукоба Јапана са Кином Кавабатине приче су биле веома популарне међу обичним људима. И сам Кавабата је био свестан утицаја који оставља на људе тако да ће у то време оставити запис:
У време рата, како је то чудно, често су ми писали јапански војници који су били далеко од отаџбине. Писали су ми како их моје књиге, које су им случајно доспеле у руке, јако узбуђују и стварају огромну чежњу за домовином. Они су ми захваљивали и изражавали своје дивљење. Изгледа да су им моја дела стварала мисли о родној земљи, о Јапану.
Током Другог светског рата, Кавабата је јако мало писао и више се бавио изучавањем јапанске класичне књижевности, али чим се рат завршио Кавабата је почео пуно да пише. Први роман који је издао после рата било је дело „Хиљаду ждралова“ (написан 1949. године). Убрзо се нижу и друга дела попут: Звуци планина (1953), Језеро (1954), Пролећни дан (1954), Споредна улица (1954), Човек из Токија (1954), Супрузине мисли (1954).
Током свог живота Кавабата је написао преко стотину кратких прича. Једном приликом је изјавио како су му те приче најомиљенији радови. Већину је написао током двадесетих година свог живота, а ли их је наставио писати и и током послератног периода када је био у врхунцу уметничког стваралаштва.

## Награде
Као председник јапанског P.E.N. много година након рата (1948–1965), Кавабата је био покретачка снага превођења јапанске књижевности на енглески и друге западне језике. Он је постављен за официра Ордена уметности и књижевности Француске 1960. године, а следеће године је одликован јапанским Орденом културе.

## Нобелова награда
Кавабата је Нобелову награду за књижевност добио 1968. године тако поставши први Јапанац који је добио ову значајну награду (касније ће и Кензабуро Ое добити ову награду поставши тако други писац из Јапана који ју је добио). Образложење за додељену награду било је: „за приповедачко мајсторство, које са великом осећајношћу изражава суштину јапанског духа”. Нобелов комитет је цитирао три његова романа, Снежна земља, Хиљаду ждралова и Стара престоница.
Кавабатино Нобелово предавање названо је „Јапан, лепота и ја“ (美しい日本の私―その序説). Зен будизам је био кључна тачка говора; знатан део је био посвећео практичарима и општој пракси зен будизма и томе како се он разликовао од других врста будизма. Он је представио тешку слику зен будизма, где следбеници могу ући у спасење само својим напорима, где су изоловани по неколико сати, и како се из ове изолације може доћи до лепоте. Он је приметио да се зен праксе фокусирају на једноставност и да се та једноставност показује као лепота. „Срце сликарства тушем је у простору, сажетости, ономе што је остало ненацртано.” Са сликарства је прешао на разговор о икебани и бонсаију као уметничким облицима који наглашавају елеганцију и лепоту која произилази из једноставности. „Јапански врт, такође, симболизује пространство природе.“
Поред бројних помињања зена и природе, једна тема која је укратко поменута у Кавабатином предавању била је самоубиство. Кавабата се присећао других познатих јапанских писаца који су извршили самоубиство, посебно Рјуносуке Акутагаве. Он је противречио обичају самоубиства као облику просветљења, помињући свештеника Икјуа, који је такође два пута размишљао о самоубиству. Он је цитирао Икјуа, „Међу онима који размишљају о стварима, постоји ли неко ко не размишља о самоубиству?“ Било је много спекулација о томе да је овај цитат био индикација за Кавабатино самоубиство 1972. године, годину и по дана након што је Мишиме извршио самоубиство.

## Крај живота
Након што се вратио из Стокхолма, Кавабата је неколико пута путовао по иностранству држао предавања и посећивао семинаре. Мада је био усамљеник увек је присуствовао свим свечаностима и церемонијама одржаним у његову част. Године 1971. оди активну кампању за пријатеља који се кандидовао за гувернера Токија. Годину касније (1972) Јасунари Кавабата извршава самоубиство не оставивши ни једну поруку за собом.
Као супротност томе Кавабата се цео живот залагао за живот говорећи доста о бесмислености самоубиства. У свом есеју „Сан на самрти“ написао је:
Колико год човек био отуђен од света, самоубиство није облик посвећења. Колико год вредан дивљења човек био, он је далеко од домена светаца или мудраца.
Те речи Кавабата ће поновити и на самој свечаности доделе Нобелових награда, додајући притом:
"Не дивим се самоубиству нити осећам симпатију према онима који га изврше. Имао сам још једног пријатеља који је умро млад, као авагардни сликар. И он је размишљао дуго о самоубиству, а ја сам о њему у истом есеју написао: Чини ми се да је стално понављао да нема уметности која је изнад смрти, да умрети значи живети. Схватам ипак да за њега, рођеног у будистичком манастиру и образованом у будистичкој школи, смрт као концепт представља нешто сасвим друго од онога што оно значи на западу. Међу онима који мисле, има ли таквих који не мисле о самоубиству? Знао сам да је писац ових редова Икјуу (1394-1481) два пута покушавао да изврши самоубиство. 

## Изабрани радови
| Година          | Наслов на јапанском                       | Превод                   |
| 1930            | 浅草紅團 Асакуса Куренајдан               | Група Куренаи из Асакусе |
| 1935-1937, 1947 | 雪國 Јукигуни                             | Снежна земља             |
| 1951-1954       | 名人 Мејџин                               | Велемајстор              |
| 1949-1952       | 千羽鶴 Сенбазуру                          | Хиљаду ждралова          |
| 1949-1954       | 山の音 Јама но ото                        | Звуци планина            |
| 1954            | みづうみ（みずうみ） Мизуми               | Језеро                   |
| 1961            | 眠れる美女 Немуреру биџо                  | Успаване лепотице        |
| 1962            | 古都 Кото                                 | Стари град               |
| 1964            | 美しさと哀しみと Уцукушиса то канашими то | Лепота и туга            |
| 1964            | 片腕 Катауде                              | Једна рука               |

## Литеартура
- Keene, Donald (1984). Dawn to the West: Japanese Literature of the Modern Era; Vol. 1: Fiction., "Kawabata Yasunari" pp. 786–845
- Starrs, Roy (1998). Soundings in Time: The Fictive Art of Kawabata Yasunari., University of Hawai'i Press/RoutledgeCurzon